# Adrián Muro
Adrián Misael Muro Hernández (Aguascalientes, México, 7 de septiembre de 1995), es un futbolista mexicano. Juega de mediocampista y juega para Alacranes de Durango en la Serie A de México. 

## Trayectoria
Debuta el 26 de agosto del 2015 con Alebrijes de Oaxaca en la Copa Corona MX Apertura 2015 en la jornada 4 recibiendo a Jaguares de Chiapas entrando de cambio por Jesús Moreno al min. 80 y el 29 de agosto del 2015 en la jornada 6 lo hizo en la Liga de Ascenso, al formar parte del cuadro titular que enfrentó al Atlante en el estadio Andrés Quintana Roo.
Anota su primer gol el 30 de octubre del 2015 en la jornada 13 de la Liga de Ascenso al derrotar de visitantes 2 goles por 1 a Coras de Tepic marcando el primer gol del partido al min. 7 a pase de la 'Pantera' Danny Santoya, escribiendo su nombre en la historia de Alebrijes al convertirse en el jugador más joven en marcar, con 20 años y 53 días.
Debuta en Segunda División con el equipo Colibríes de Malinalco en la Liga Nuevo Talentos Grupo 2 el día 12 de agosto del 2016 anotando su primer gol al min. 37 en la victoria de 4-0 en su visita a Vikingos de Chalco, saliendo de cambio al min. 52 por un golpe en la columna.
Para la temporada 2018-2019 de Liga Premier FMF se enrola en Reboceros de La Piedad.